# Chiesa di San Martino (Framura)
La chiesa di San Martino è un luogo di culto cattolico situato nella frazione di Costa nel comune di Framura, in provincia della Spezia. La chiesa è sede della parrocchia omonima del vicariato della Riviera della diocesi della Spezia-Sarzana-Brugnato.

## Storia

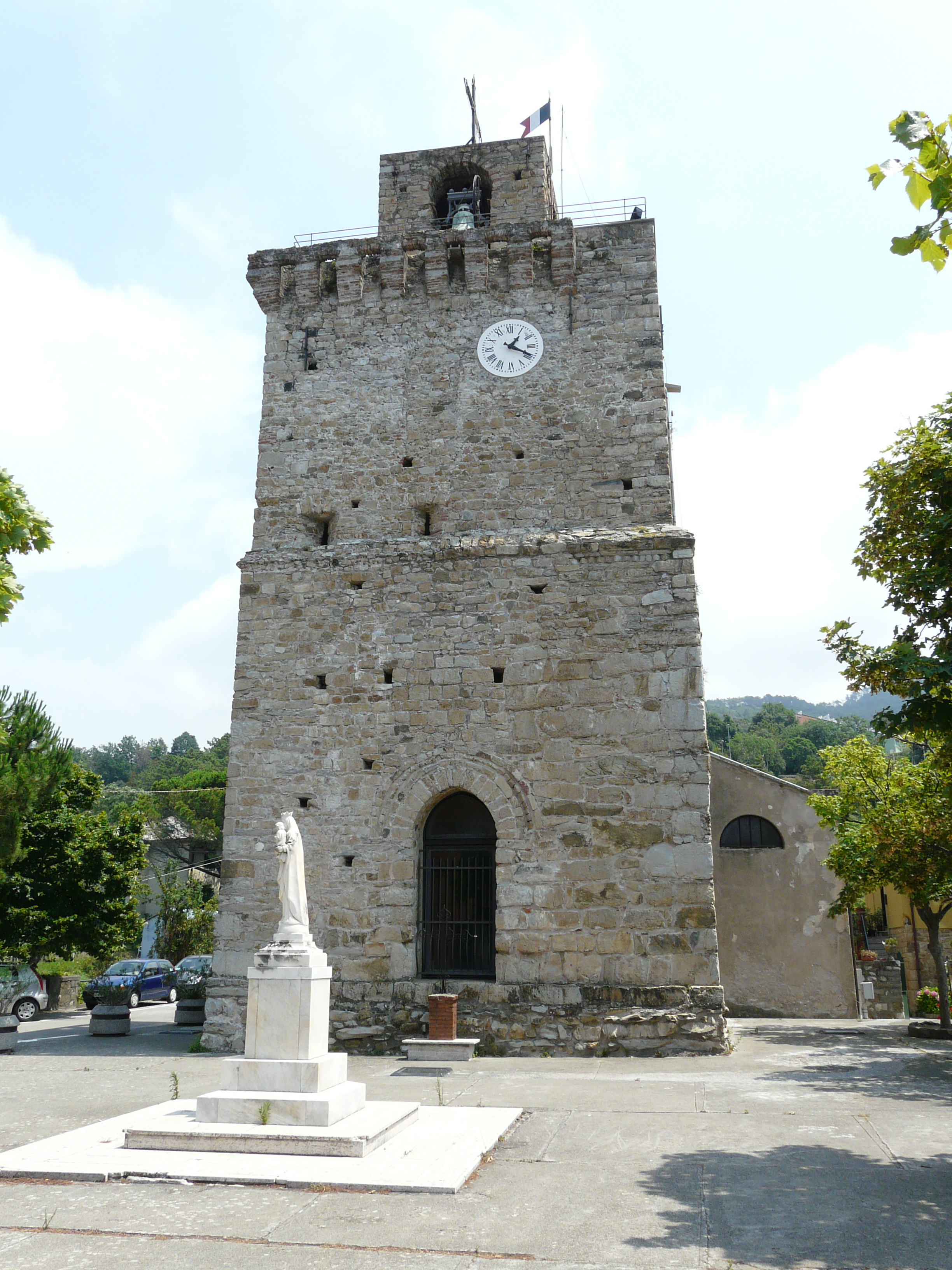
Torre carolingia

La pieve di San Martino, eretta durante il XII secolo per volontà dei feudatari da Passano, è sorta da una precedente cappella castrense bizantina del VI-VII secolo, costruita tra i ruderi di una fortificazione tardo antica risalente al IV secolo. La posizione dominante del castello servì nei secoli come baluardo per la difesa e la sorveglianza sia della costa che del territorio interno. Di questo complesso rimane il possente torrione carolingio (IX secolo) che funge oggi da campanile della chiesa.
Appare plausibile che il tipo di insediamento religioso, compreso in origine già all'interno del castello, abbia determinato il nome di Ecclesia Sancti Martini infra mura attribuito nel medioevo alla pieve, dal quale è poi derivato quello "di Framura".
La chiesa, citata per la prima volta nel 1128, è ulteriormente documentata nel 1192 come pieve della diocesi di Genova. La sua giurisdizione parrocchiale comprendeva undici parrocchie tra gli odierni abitati di Deiva Marina, Carrodano e Carro corrispondenti, all'incirca, all'antica Podesteria di Framura della Repubblica di Genova.
La struttura fu completamente rimaneggiata tra il XV e il XVI secolo conservandone, però, alcuni elementi del primo edificio in stile romanico. Negli interventi furono rimodellati gli originali pilastri ottagonali ed esternamente vi fu l'arretramento della facciata. Nel XVIII secolo fu rifatto il coro.

## Descrizione

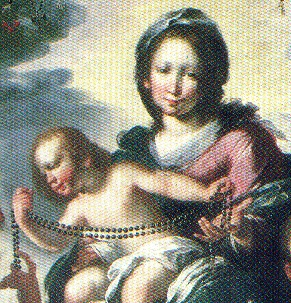
Bernardo Strozzi
Madonna del Rosario tra i santi Domenico e Carlo (particolare)

La semplice facciata dell'edificio è a salienti e ai lati della porta ingloba due colonne romaniche in mattoni. La chiesa in origine era addossata alla preesistente torre di guardia di epoca carolingia.
L'interno è di tipo basilicale e consta di tre navate, divise da pilastri ottagonali, e da tre absidi; il presbiterio è di forma ellittica.
All'interno è l'antico fonte battesimale in marmo rosso di Levanto, forse risalente al X o XI secolo.
Nel quarto altare della navata sinistra, è la tela di Bernardo Strozzi che raffigura la Madonna del Rosario tra i santi Domenico e Carlo. La tradizione vuole che nei volti della Vergine e del Bambino Gesù siano ritratti Ginetta Strozzi col figlio Giovanni Giuseppino, sorella e nipote del pittore. L'opera fu commissionata al pittore dalla famiglia Zino, importante casata del luogo, imparentata con i da Passano.
E sempre la tradizione popolare attribuisce per il locale pulpito marmoreo barocco l'iniziale destinazione per la cattedrale di San Lorenzo.
Nella chiesa sono le lapidi tombali di membri delle famiglie dei da Passano e dei Zino.